# Гурського
Гурського (до 2016 року — Кірове) — село в Україні, у Широківській сільській громаді Запорізького району Запорізької області. Населення становить 6 осіб. До 2016 орган місцевого самоврядування — Лукашівська сільська рада.
Село було назване на честь радянського політичного діяча С. М. Кірова (Кострикова). У лютому 2016 року в рамках «декомунізації» перейменоване на Гурського на честь борця Ф. Ф. Гурського.

## Географія
Село знаходиться за 5 км від правого берега річки Дніпро, на відстані 1 км від сіл Привільне і за 2,5 км від села Дніпрельстан. Біля села розташована затока Гадюча Балка. До села примикає кілька масивів садових ділянок.

## Історія
12 червня 2020 року, відповідно до Розпорядження Кабінету Міністрів України від № 713-р «Про визначення адміністративних центрів та затвердження територій територіальних громад Запорізької області», увійшло до складу Широківської сільської громади.
19 липня 2020 року, в результаті адміністративно-територіальної реформи та ліквідації колишнього Запорізького району(1965-2020), село увійшло до складу новоутвореного Запорізького району.